# Бен-Элисар, Элияху
Элияху Бен-Элисар (2 августа 1932, Радом — 12 августа 2000, Париж) — израильский политик и дипломат.

## Биография
Родился в богатой семье младшим из трёх детей. В 1942 году эмигрировал в Палестину. Стал членом подпольной организации «ЭЦЕЛ», позже служил в Армии обороны Израиля.
После демобилизации из ЦАХАЛа в начале 1950-х годов он отправился учиться в Сорбонну в Париже, где успешно получил степень бакалавра политических наук и степень магистра международного права . Во время учёбы он работал ночным сторожем в посольстве Израиля, где был завербован в «Моссад», где впоследствии проработал 13 лет. В последние три года своей деятельности он находился в Восточной Африке, преимущественно в Эфиопии. В 1965 году он ушел из Моссада.
Работал журналистом и стал спикером партии «Херут». В 1977 году стал генеральным директором бюро премьер-министра. В этой должности работал до 1980 года, когда был назначен первым послом Израиля в Египте. В 1996 году стал послом в США, а 1998 году — во Франции.
Скончался 2 августа 2000 года в гостинице от сердечного приступа. По данным парижских СМИ смерть дипломата наступила во время развлечений с девушкой по сопровождению.

## Труды
- La diplomatie du Ille Reich et les Juifs, Paris : Bourgois, 1981